# Ali az-Zahir
Pour les articles homonymes, voir az-Zahir.
Abû al-Hasan “az-Zâhir bi-llah” `Ali ben al-Hâkim ou `Ali az-Zâhir, surnommé “az-Zâhir bi-llah” (° 20 juin 1005 - † 13 juin 1036), a été le septième calife fatimide, roi de Damas de 1021 à 1036 et roi d'Alep de 1021 à 1024.

## Remarque
Ne pas confondre le calife fatimide `Ali az-Zâhir avec l'éphémère sultan abbasside d'Irak Az-Zahir (1225-1226)

## Biographie
Il est né le 20 juin 1005. Son père était le calife fatimide Al-Hakim bi-Amr Allah, disparu en 1021. Sa mère serait Amina, une petite-fille du calife fatimide Al-Mu`izz li-Dîn Allah.
Il a succédé à son père après sa disparition, son occultation pour les druzes[pas clair], en 1021. Il n'a alors que seize ans. Il commença sa carrière sous la tutelle de sa tante paternelle Sitt al-Mulk, connue aussi sous le nom de Sitt an-Nasr, qui recruta un esclave noir nommé Midad comme précepteur d'Az-Zâhir. Midad, un peu plus tard, a été chargé de l'administration des affaires militaires.
Sitt al-Mulk dans le rôle de régente avait des conseillers hommes et femmes. Elle dut se débarrasser d''Abd ar-Ramân ben Ilyas, un arrière-petit-fils d''Ubayd Allâh al-Mahdî entré en rébellion contre les fatimides à Damas. `Abd ar-Ramân ben Ilyas a été arrêté et emprisonné au Caire. Il est mort en prison quelques jours avant la mort de Sitt al-Mulk en 1023. Le gouvernement ne s'est pas stabilisé pendant ces quatre années de régence, les ministres se sont succédé pour de courtes périodes.
Après la mort de Sitt al-Mulk, l'État fatimide entre en crise. La famine et la peste dévastent l'Égypte (1023-1025). En Palestine et en Syrie des révoltes de bédouins se produisent (1024-1029). Ces rébellions sont finalement réprimées en jouant de leurs divisions.
Pendant cette période c'est le vizir `Alī ben Ahmad Jarjarai qui parvient à éliminer ses rivaux et à concentrer en ses mains tout le pouvoir jusqu'en 1045. Il parvint à maintenir de bonnes relations avec les Byzantins. C'est au cours de la dernière partie du règne d'Al-Zâhir que l'Empire fatimide a atteint son extension maximale. Seuls quelques territoires du Nord de la Syrie sont restés sujets de l'Empire byzantin. La souveraineté sur la ville d'Alep est restée contestée, menant à quelques batailles.

### Actions contre les druzes
Avant la disparition d'Al-Hâkim, Hamza ben `Ali avait déjà commencé à développer une doctrine particulière autour du personnage d'Al-Hâkim. Hamza ben `Ali avait pris des contacts avec les chefs des armées fatimides pour déposer Az-Zâhir, et de le proclamer successeur d'Al-Hâkim. Certains écrits druzes faisaient d'Az-Zâhir un imposteur et proclamaient qu'Al-Hâkim était encore vivant. La doctrine de la divinisation d'Al-Hâkim commençait à se répandre. Cette doctrine amenait à rompre le caractère héréditaire de l'imamat. Az-Zâhir prit un décret appelant à l'extermination des extrémistes d'Antioche à Alexandrie. L'émir d'Antioche avec l'aide de celui d'Alep a réprimé un groupe de druzes formé principalement de paysans dans le Djebel Summâq en 1032. La répression de la résistance druze dans cette région s'est poursuivie jusqu'en 1034.

### Réouverture de la Maison du Savoir
Sous le règne d'Al-Hâkim il avait été question de fermer la Maison du Savoir. L'enseignement des doctrines ismaélienne qui s'y pratiquait de manière secrète avait provoqué des réactions hostiles dans la population du Caire. Az-Zâhir l'a rouverte de manière claire. Il nomma pour cela Kassim ben Abdul Aziz ben Muhammad ben an-Numan (1027) pour qu'il ouvre l'enseignement aux doctrines plus consensuelles.
C'est Az-Zâhir qui a fait reconstruire les murs de Jérusalem endommagés par un tremblement de terre, et qui a fait restaurer les mosaïques de la mosquée al-Aqsa (1030 et 1033). Pour apaiser les relations avec les sujets chrétiens, la reconstruction de l'Église du Saint-Sépulcre, détruite en 1009 par Al-Hâkim, a été autorisée.
Az-Zâhir est mort de la peste le 13 juin 1036. Il a laissé le califat et l'imamat à son fils Al-Mustansir qui n'avait alors que sept ans.